# Facile (Lo Stato Sociale)
Facile è un singolo del gruppo musicale italiano Lo Stato Sociale, pubblicato il 25 maggio 2018 come secondo estratto dal primo album di raccolta Primati.
Il singolo ha visto la collaborazione del cantautore italiano Luca Carboni.

## Video musicale
Il videoclip è stato pubblicato il 25 maggio 2018 sul canale YouTube del gruppo ed è stato girato a Bologna, ma in esso non è presente Luca Carboni.